# Tratado Dos más Cuatro
El Tratado Dos más Cuatro (en alemán: Zwei-plus-Vier-Vertrag), también llamado Tratado sobre el acuerdo final con respecto a Alemania (en alemán: Vertrag über die abschließende Regelung in Bezug auf Deutschland), fue un acuerdo firmado en 1990 entre la República Federal de Alemania (RFA), la República Democrática Alemana (RDA) y las cuatro potencias que controlaban las zonas de ocupación aliada en Alemania tras el fin de la Segunda Guerra Mundial en Europa: Francia, el Reino Unido, los Estados Unidos y la Unión Soviética.
El Tratado allanó el camino para la reunificación alemana y fue firmado en Moscú el 12 de septiembre de 1990, después de meses de negociaciones entre las partes. El 1 de octubre de 1990, las 4 potencias aliadas, mediante una declaración conjunta emitida en Nueva York, renunciaron a sus derechos en relación con la ciudad de Berlín, devolviéndole así a Alemania su plena y entera soberanía. Entró en vigor el 15 de marzo de 1991, fecha del depósito de los últimos documentos de ratificación en una ceremonia oficial.
Según el tratado, la Alemania reunificada podría pertenecer, si así lo deseare, a la OTAN. Además, las tropas soviéticas debían retirarse del este de Alemania antes del 31 de diciembre de 1994. A partir de entonces, el ejército alemán, y por tanto, efectivos alemanes de la OTAN, podrían ocupar la totalidad del territorio alemán, pero los efectivos de otros países miembros de la OTAN no podrían mantener tropas en las antiguas provincias germanoorientales. Las fuerzas armadas alemanas fueron reducidas a 370.000 integrantes. Además, Alemania renunció a la posesión de armas nucleares, biológicas y químicas. Así mismo, Alemania acordó confirmar su aceptación de la línea de control con Polonia como frontera definitiva con ese país, y aceptó que las fronteras de Alemania tras la reunificación corresponderían solo a los territorios entonces administrados por Alemania Occidental y Oriental, con la exclusión y renuncia de cualquier otro reclamo territorial. La «cuestión Óder-Neisse» fue regulada en un tratado separado (firmado 2 meses después), pero también fue incluida en el Tratado Dos más Cuatro.

## Controversias sobre los términos

Ampliación de la OTAN tras la disolución de la Unión Soviética: 1990, República Democrática de Alemania (Reunificación alemana); 1999, Hungría, Polonia, República Checa; 2004, Bulgaria, Eslovaquia, Eslovenia, Estonia, Letonia, Lituania, Rumania; 2009, Croacia, Albania; 2017, Montenegro; 2020, Macedonia del Norte.

El 9 de febrero de 1990, durante el proceso de redacción del tratado de reunificación alemana, el secretario de Estado de Estados Unidos, James Baker, visitó al entonces Secretario general del Partido Comunista de la Unión Soviética, Mijaíl Gorbachov, y a su ministro de exteriores, Eduard Shevardnadze, y un día después, se produjo también la visita del canciller de la Alemania Federal, Helmut Kohl. El objetivo era apaciguar a los soviéticos por la futura inclusión de una Alemania unificada en la órbita occidental. Gorbachov llegó a proponer una estructura pan-europea de seguridad, que incluiría el ingreso de Rusia en una OTAN reformada. Baker consideró esta idea «un sueño» inalcanzable. Tanto Baker como Kohl convencieron a Gorbachov de que una Alemania unificada estaría mejor en la OTAN, como una garantía de estabilidad en Europa, pero afirmando que los intereses de seguridad de Moscú serían respetados.
Las negociaciones habrían dado garantías al gobierno soviético de que la OTAN (creada en la posguerra de la Segunda Guerra Mundial) no permitiría la adhesión de ningún país del bloque del Este —excluyendo la República Democrática de Alemania (RDA), versión respaldada por algunos historiadores y documentos publicados por el semanario alemán Der Spiegel. Dentro de este marco se hizo posible la reunificación alemana en 1990 y la OTAN incluyó al territorio de la RDA. El entonces presidente de la Unión Soviética, Mijaíl Gorbachov, afirmó en una entrevista de 2014 que el tema de la expansión de la OTAN hacia el este nunca se tocó. Así también lo afirmó el diplómata y ministro de exteriores soviético Eduard Shevardnadze.
Aunque varias transcripciones del departamento de Estado de los Estados Unidos demuestran que Baker en efecto pronunció esas palabras durante aquella conversación —aludiendo a la no expansión de la OTAN—, dicho compromiso no está reflejado en la redacción final del tratado de reunificación. Además, el New York Times publicó en 1992 una serie de documentos oficiales que daban cuenta de la adopción de una doctrina estratégica que tomó el nombre de Doctrina Wolfowitz, en virtud de la cual Estados Unidos se reservaba la supremacía sobre los demás Estados, proponía el unilateralismo y establecía como «primer objetivo evitar el resurgimiento de un nuevo rival, ya sea en el territorio de la antigua Unión Soviética o en otro lugar». El documento inicial fue luego moderado en sus términos. Entre tanto, en Rusia se desarrollaron posturas políticas que eventualmente se consideran como una versión análoga rusa de la Doctrina Monroe.
En la segunda mitad de la década de 1990, los países miembros de la OTAN decidieron unánimemente invitar a algunos países de Europa del Este que deseaban pertenecer a la organización lo que significaba expandir las fronteras de la OTAN hacia el este. Así, en 1999 la OTAN incorporó a Hungría, Polonia y la República Checa, para posteriormente —en 2005, semanas antes de la adhesión de estos Estados a la UE— ampliarse también a Bulgaria, Lituania, Rumanía, Eslovaquia, Eslovenia, Estonia y Letonia; estos dos últimos fronterizos con Rusia. De esta forma, Bielorrusia y Ucrania quedaron como los dos países ubicados sobre la «línea roja» que separaba a la OTAN de Rusia. Ucrania se convirtió entonces en una posición crucial para ambos bandos y su política interna empezó a ser fuertemente influenciada por la puja de poder internacional.
En 2008, el presidente estadounidense George W. Bush, declaró públicamente la intención de incorporar a Ucrania —y también a Georgia— a la OTAN, y simultáneamente el proeuropeo Víktor Yúshchenko, presidente de Ucrania, pidió la entrada de su país a la coalición militar. Por su parte, el presidente ruso Vladímir Putin, se pronunció en contra de la posibilidad de dicha adhesión. No obstante, en 2010 Víktor Yanukóvich —quien reemplazó a Yúshchenko como presidente— retiró la petición de ingreso, aunque en septiembre de 2020, el nuevo presidente Volodímir Zelenski, aprobó la Estrategia de Seguridad Nacional, «que prevé el desarrollo de la asociación distintiva con la OTAN con el objetivo de ser miembro de la OTAN».
Estos términos volvieron a ser objeto de debate público en diciembre de 2021, en medio de la crisis ruso-ucraniana, cuando el presidente ruso, Vladímir Putin, presentó una propuesta a EE. UU. y la OTAN, para alcanzar un acuerdo de seguridad conjunto.La propuesta rusa demandaba limitar las actividades de la OTAN en Europa del Este, las antiguas repúblicas soviéticas, así como garantías jurídicas sobre la no integración de Ucrania en la alianza.La parte rusa afirmó que las cinco "oleadas de expansión" de la OTAN hacia el este representaban una amenaza para Rusiay apeló al principio de no división de la seguridad, firmado por los países miembros de la OSCE, según el cual los estados no debían reforzar su seguridad a costa de afectar la seguridad de otras naciones.Tanto EE. UU. como la OTAN rechazaron la propuesta y desestimaron las preocupaciones de Rusia, asegurando que la alianza tenía un carácter puramente defensivo. Múltiples países de Europa Oriental han afirmado que es Rusia quien ha representado históricamente y sigue representando a día de hoy una amenaza para la existencia de estos países. Putin había dicho que la respuesta occidental determinaría las acciones de Rusia en el futuro. El 24 de febrero de 2022 Rusia inició la invasión militar rusa de Ucrania, argumentando la negativa de occidente a frenar la expansión de la OTAN, entre otros motivos.